# 미나미시스이역
미나미시스이역(일본어: 南酒々井駅, みなみしすいえき 미나미시스이에키[*])은 일본 지바현 인바군 시스이정에 위치한 동일본 여객철도 소부 본선의 철도역이다.

## 역 구조
섬식 승강장으로 1면 2선의 지상역이며, 사쿠라역이 관리하고 있는 무인역이다. 저상 승강장이며, 구 역사를 철거한 자리에 세워진, 작은 간이 역사와는 과선교로 연결되어 있다. 간이 역사 안에는 대합실과 화장실이 있으며, 대합소에는 간이 스이카와 승차역 증명서 발행기가 설치되어 있다.

### 승강장
| 1 | ■ 소부 본선 (상행선) | 사쿠라・지바 방면                       |
| 2 | ■ 소부 본선 (하행선) | 야치마타・나루토・요카이치바・조시 방면 |

## 역사
- 1914년 9월 10일 - 일본국유철도에서 개업하였다.
- 1962년 10월 1일 - 화물 취급을 폐지하였다.
- 1974년 3월 15일 - 무인역이 되었다.
- 1987년 4월 1일 - 민영화에 따라 동일본 여객철도의 소속이 되었다.
- 2001년 11월 18일 - 스이카의 사용이 가능해졌다.
- 2008년 - 역사와 승강장 대합실을 리뉴얼하였다.

## 인접정차역
| ■ 동일본 여객철도 소부 본선 | ■ 동일본 여객철도 소부 본선 | ■ 동일본 여객철도 소부 본선 |
| --------------------------- | --------------------------- | --------------------------- |
| 사쿠라 지바 방면            | 보통                        | 에노키도 조시 방면          |